# Gutberlet-Entführung
Die Gutberlet-Entführung war ein Erpresserischer Menschenraub zum Nachteil des Fuldaer Unternehmers Wolfgang Gutberlet im Jahr 1976. Nach einer Lösegeldzahlung in Höhe von 2 Millionen DM kam das Opfer frei. Bereits wenige Stunden später konnte die Polizei alle drei Täter verhaften. Sie wurden später zu langjährigen Freiheitsstrafen verurteilt. Die Tat war eine von insgesamt fünf Entführungen, welche 1976 Schlagzeilen machten. Immer ging es dabei um die Erpressung von Lösegeld.

## Täter und Tathergang
Der damals 37 Jahre alte Metzgermeister Horst H. hatte sich 1966 selbstständig gemacht. 1970 hatte er ein Haus mit Metzgerei und angeschlossenem Laden in Grebenau im hessischen Vogelsbergkreis gebaut. Waren die Geschäftsergebnisse in den ersten Jahren noch eher schwankend, so hatte Horst H. ab 1974 erhebliche Liquiditätsprobleme. Ein Viehhändler hatte, nachdem er einen ungedeckten Scheck über 55.000 DM nicht eingelöst bekam, mit ihm und einem weiteren Metzger eine Firma gegründet. In dieser deklarierten sie Eberfleisch um und brachten es als normales Schweinefleisch in den Handel. Da er von dem Viehhändler hintergangen wurde, verschlechterte sich seine wirtschaftliche Lage weiter und er stand kurz vor dem Konkurs und der Zwangsversteigerung. Ende 1976 hatte Horst H. mindestens 350.000 DM Schulden. Nachdem sich die Hoffnung, dass ein Partner in sein Geschäft einsteigen würde, nicht erfüllte, sah er keinen legalen Weg mehr zur Rettung seiner wirtschaftlichen und bürgerlichen Existenz.
Im Vorfeld der Entführung hatte Horst H. unter falschem Namen mehrere Treffen mit Wolfgang Gutberlet vereinbart. Dabei tat er so, als wüsste er von groß angelegten Diebstählen in dessen Unternehmen und kenne das Versteck mit den gestohlenen Waren. Beim achten Termin am 8. Oktober 1976 bedrohte er gemeinsam mit seinem Schwager  Reinhard M. (damals 34 Jahre alt), einem Fußbodenleger ebenfalls aus Grebenau, den an eine Tankstelle gelockten Gutberlet mit einer Pistole. Sie verdeckten ihm die Augen mit Klebeband und brachten ihn in einer Holzkiste in die Wohnung von Hans-Karl W. (damals 26 Jahre alt) nach Frankfurt-Oberrad. Auch dieser war ein Schwager des Haupttäters.
An die damalige Ehefrau von Gutberlet richteten sie unmittelbar danach eine Lösegeldforderung über 2 Millionen DM. Sie setzte sich schon zwei Stunden nach der Entführung mit der Polizei in Verbindung und arbeitete mit dieser zusammen. Gutberlet hatte die Entführer, nachdem sie ihn aus der Holzkiste geholt hatten, noch selbst darauf aufmerksam gemacht, dass er eine Pistole dabei habe. In der Wohnung wurde er dann an einen Heizkörper gekettet.
Nach acht Tagen übergab die Ehefrau das Lösegeld auf dem Rasthof Wetterau an der A5 nahe Ober-Mörlen und die Entführer ließen Gutberlet in Frankfurt-Nied kurze Zeit später frei. Ob sich in den übergebenen Päckchen tatsächlich Geld befand, hatten sie nicht überprüft.

## Ermittlungen, Verhaftungen und Verurteilung
Die Täter waren für die Polizei leicht zu ermitteln.  Da die Presse still hielt, nahmen sie an, nur sie und die Familie Gutberlet wüssten von der Entführung. Die zahlreichen Telefonanrufe bis zur Geldübergabe konnte die Polizei durch Fangschaltung lokalisieren, sie kamen aus Frankfurt. Während der Übergabe wurde die Überbringerin mehrfach auf verschiedene Rasthöfe und Parkplätze geschickt, wo die Polizei jeweils alle ankommenden Fahrzeuge notierte. Am Ende verblieb als Fahrzeug der Entführer nur ein Leihwagen mit Münchner Kennzeichen, den diese auch weiter benutzten.
Wolfgang Gutberlet hatte sich zahlreiche Wahrnehmungen rund um sein Versteck eingeprägt, darunter ein nahes Firmenschild. Deshalb fand man die Wohnung, in der er festgehalten worden war, ziemlich schnell. Dort verhaftete die Polizei rund sechs Stunden nach der Geldübergabe den Wohnungsinhaber. Die beiden anderen Täter hatten mit dem genannten Leihwagen das gesamte Lösegeld nach Grebenau gebracht und waren anschließend zurück nach Frankfurt gefahren. Dort wurden sie beim Verlassen eines Massagesalons im Frankfurter Rotlichtviertel verhaftet.
Die Täter waren voll geständig. Das Landgericht Fulda verurteilte sie im Januar 1977 nach nur wenigen Verhandlungstagen wegen Erpresserischen Menschenraubs, Räuberischer Erpressung und Freiheitsberaubung zu Freiheitsstrafen von 10 Jahren für Horst H., 9 Jahren für Reinhard M. und 7 Jahren für Hans-Karl W.
In der Bundesrepublik hatte es bis Ende 1976 vier weitere Entführungen mit Lösegeldforderung gegeben. Am 19.10. traf es Gernot Eglof, am 3.11.  Hendrik Snoek, am 14.12. Richard Oetker und am 20.12 Eustachius Hell. Für Eglof und Hell endete die Entführung tödlich, Oetker erlitt bleibende körperliche Schäden. Manche bezweifelten, dass die Gutberlet-Entführer vor diesem Hintergrund Aussicht auf ein faires Verfahren hätten. Dann jedoch bescheinigten viele Beobachter insbesondere dem Staatsanwalt eine zwar harte, aber absolut rechtmäßige Verfahrensführung. Andere hingegen fanden die verhängten Strafen tatsächlich zu hoch, obwohl der Vorsitzende Richter ausgeschlossen hatte, dass die genannten Entführungen Nachahmertaten waren.